# Oscurantismo
Per oscurantismo (dal latino obscurans) si intende una sistematica pregiudiziale opposizione al progresso, attraverso la messa in discussione di teorie ed idee innovative e la limitazione della diffusione della conoscenza oltre certi limiti.
Si tratta di un termine esplicitamente dispregiativo nato all'incirca nel XVIII secolo in antitesi all'Illuminismo. Viene utilizzato da correnti di pensiero che si autodefiniscono progressiste per indicare l'atteggiamento culturale proprio di chi si schiera contro una visione dinamica della cultura e una diffusione del pensiero e della ricerca scientifica e intellettuale in qualunque campo del sapere.
In tale accezione il termine viene usato ancor oggi per connotare negativamente linee di pensiero che sembrano negare la libertà di pensiero e la libertà dell'individuo contro credenze o imposizioni ideologiche.

## Definizione

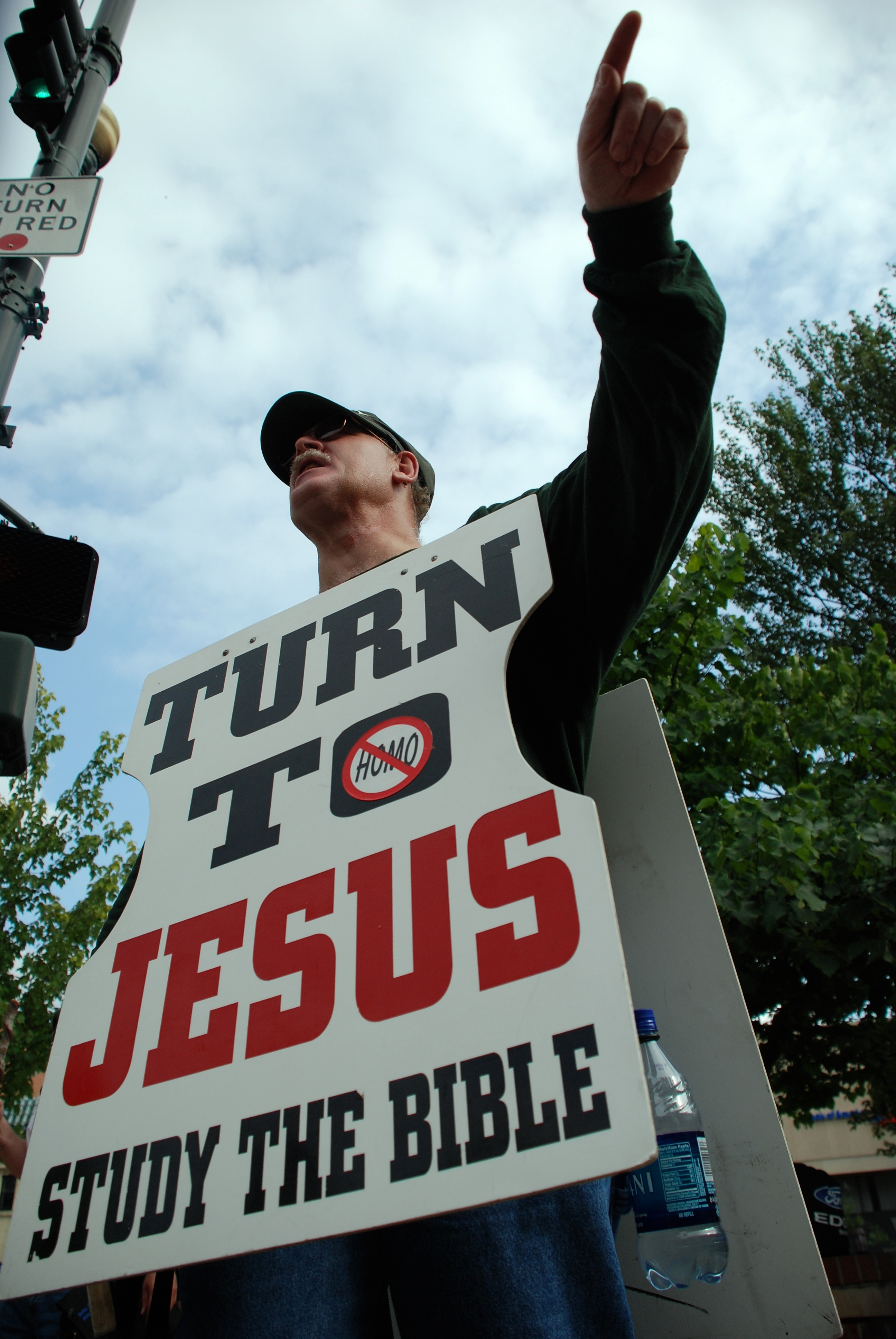
Manifestante integralista cristiano che ripropone il principio di autorità basato sulla Bibbia

Non esiste una teoria filosofica o politica che si definisca oscurantismo o persone che si autodefiniscono oscurantiste, dato che il concetto è sempre applicato da un soggetto alla parte avversa nel corso di un confronto, un'analisi storica o sociologica. Nell'uso comune il termine denota chiunque si contrappone al pensiero libero.
Viene spesso definita spregiativamente oscurantista una persona che mantiene un atteggiamento negativo su alcuni paradigmi del sapere, quali il rifiuto di riconoscere come vere delle teorie, come ad esempio quella dell'evoluzione.
Il termine oscurantista è usato, sempre spregiativamente, anche con riferimento a persona favorevole a limitare la diffusione delle conoscenze, ovverosia a chi pur non negando la veridicità di qualcosa, ritiene che se ne debba impedire od ostacolare la divulgazione per una serie di ragioni come un interesse di parte, il timore per la quiete sociale, l'ordine morale, o altre.
Un astronomo può definire oscurantista un astrologo, in quanto le leggi alla base dell'astrologia sono molto vaghe e superate dalle conoscenze astronomiche scientificamente accertate.

## Il termine "oscurantismo" nella storia
Nel dibattito storico e filosofico, il termine oscurantismo è stato prevalentemente utilizzato da intellettuali illuministi e positivisti per connotare negativamente una stagione del pensiero umano.
Essi hanno infatti designato il Medioevo occidentale utilizzando l'espressione assai discutibile di "secoli bui", ovvero come sinonimo di inverno culturale, trascurando il contributo inestimabile dato alla diffusione del sapere e delle scienze dal sorgere degli ordini monastici e delle università in tutta Europa ad opera soprattutto della Chiesa cattolica.
Secondo l'analisi illuminista uno dei caratteri negativi della cultura medioevale fu la preminenza della teologia su ogni altra attività speculativa, essendo imperante un modello filosofico di impronta aristotelica dominato dal principio di autorità che poneva le "verità" bibliche come principi incontrastati. Il controllo della cultura da parte della Chiesa sarebbe proseguito durante la Controriforma, con particolare riferimento alla creazione di un Indice dei libri proibiti, ai processi inquisitori e le conseguenti condanne.
Si arrivò così all'illuminismo e al XIX secolo, dominato dalle grandi scoperte scientifiche e tecnologiche e vivacemente punteggiato da scontri ideologici tra liberi pensatori e uomini di Chiesa.
Alla fine del XIX secolo il contrasto tra progresso e presunto oscurantismo era vissuto così profondamente che venne portato in scena al Teatro alla Scala di Milano in forma di balletto: il famoso Ballo Excelsior, un'allegoria ingenua della vittoria di Luce e Civiltà contro l'Oscurantismo.

## Il termine "oscurantismo" in accezioni contemporanee

### In ambito di ricerca e religioso

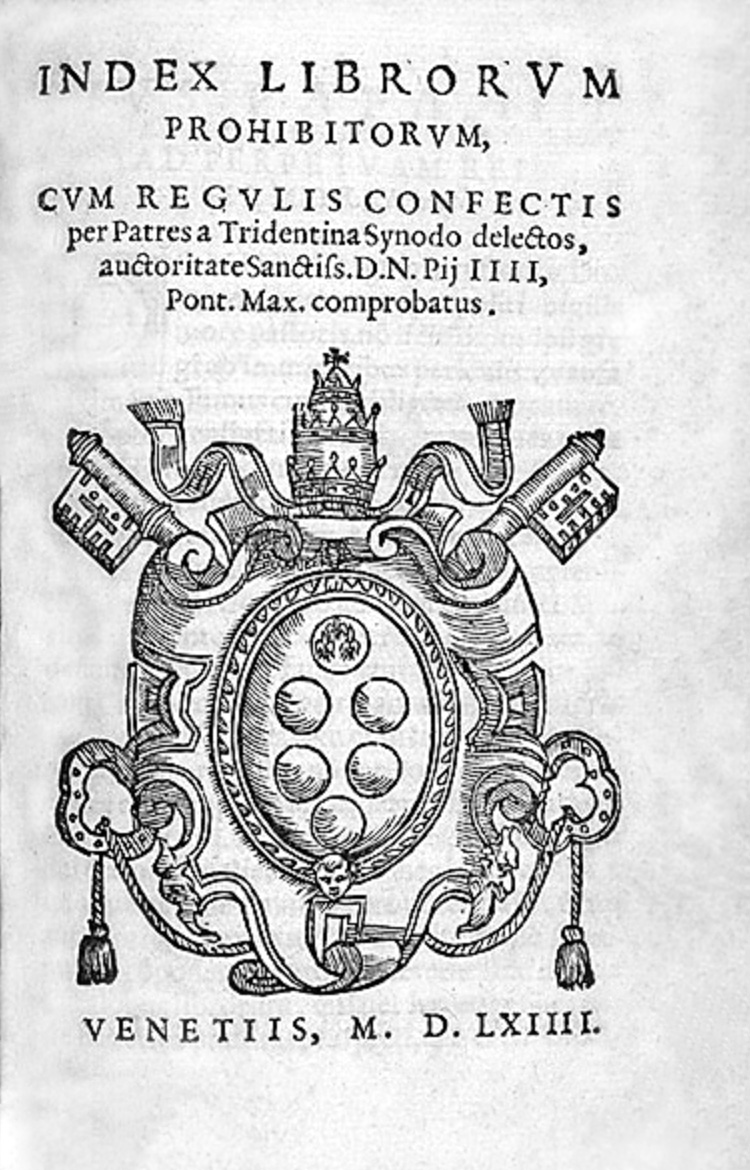
Frontespizio dell'Indice dei libri proibiti, 1564

Recentemente il termine oscurantismo è stato ripreso per usarlo durante i confronti su temi come la bioetica e la libertà della ricerca scientifica in alcuni campi della biologia, come ad esempio sull'uso delle cellule staminali di origine embrionale.
Il termine è usato anche per contrastare le tesi creazioniste e il sorgere di nuovi supposti integralismi religiosi.

### In ambito politico

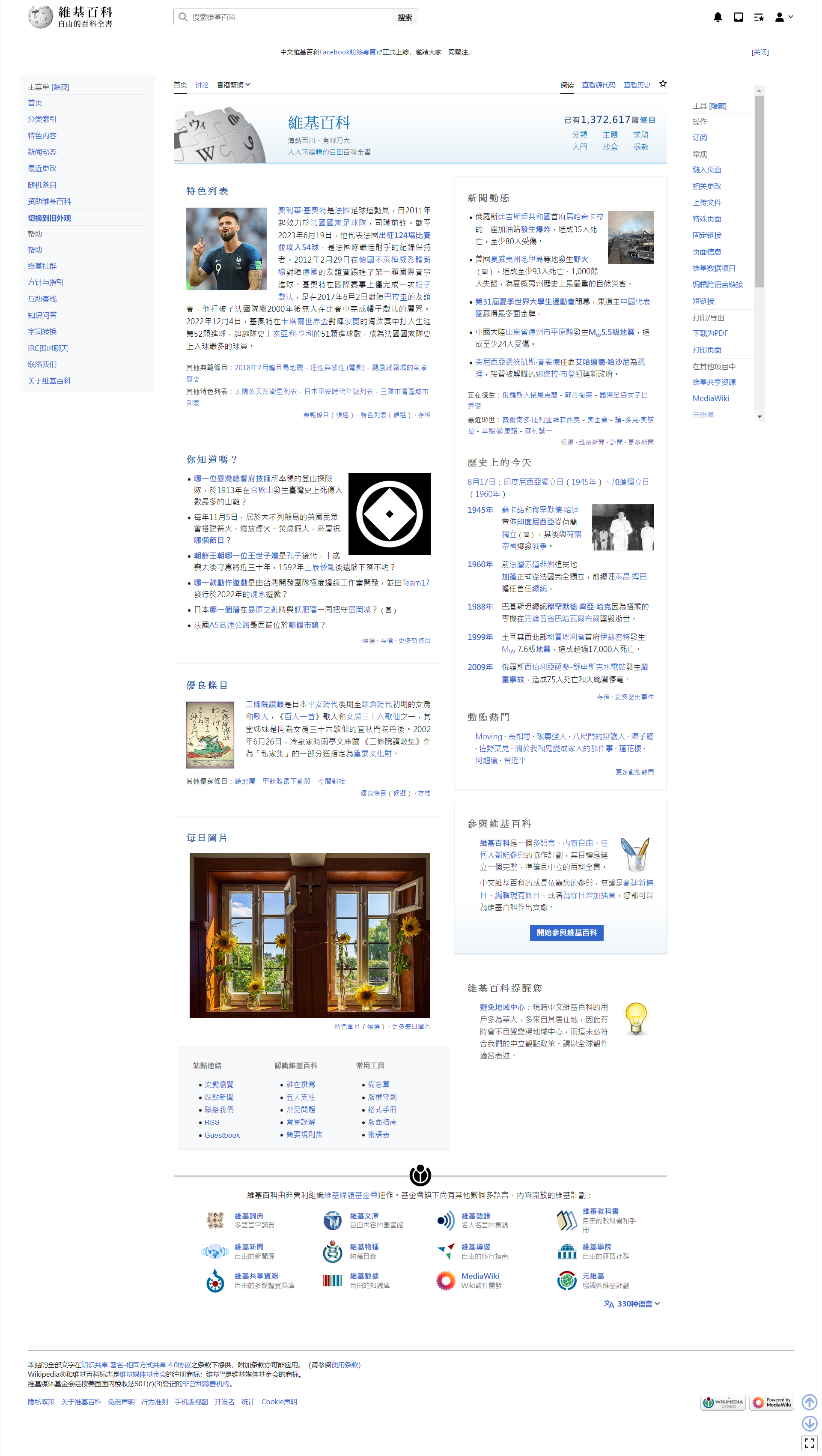
La Repubblica Popolare Cinese ha più volte oscurato Wikipedia sul proprio territorio.

Le politiche cosiddette oscurantiste si presentano con vari aspetti anche oggi, assumendo talvolta forme di potere rigide e centraliste, che temono la divulgazione di idee liberali, atee, laiciste o a volte semplicemente diverse dai canoni imposti dallo Stato, come è avvenuto in Cina con l'oscuramento dapprima parziale e poi totale dell'enciclopedia virtuale Wikipedia in tutta la Repubblica Popolare Cinese e più in generale con la censura pervasiva che filtra il flusso delle informazioni in entrata e uscita sulle reti telematiche cinesi e le loro connessioni con internet. Il primo blocco si è verificato nel 2004, in corrispondenza con il quindicesimo anniversario della protesta di piazza Tienanmen.

### Con riferimento alla stessa scienza, come "nuovo oscurantismo"
A volte l'accusa di oscurantismo è indirizzata a quelle aree della scienza giudicate positivistiche e scientistiche da parte di creazionisti o più in generale antievoluzionisti.
A questa accusa gli evoluzionisti ribattono segnalando un risveglio oscurantista.